# Kendalkemlagi
Kendalkemlagi is een bestuurslaag in het regentschap Lamongan van de provincie Oost-Java, Indonesië. Kendalkemlagi telt 3978 inwoners (volkstelling 2010).